# Irish Museum of Modern Art

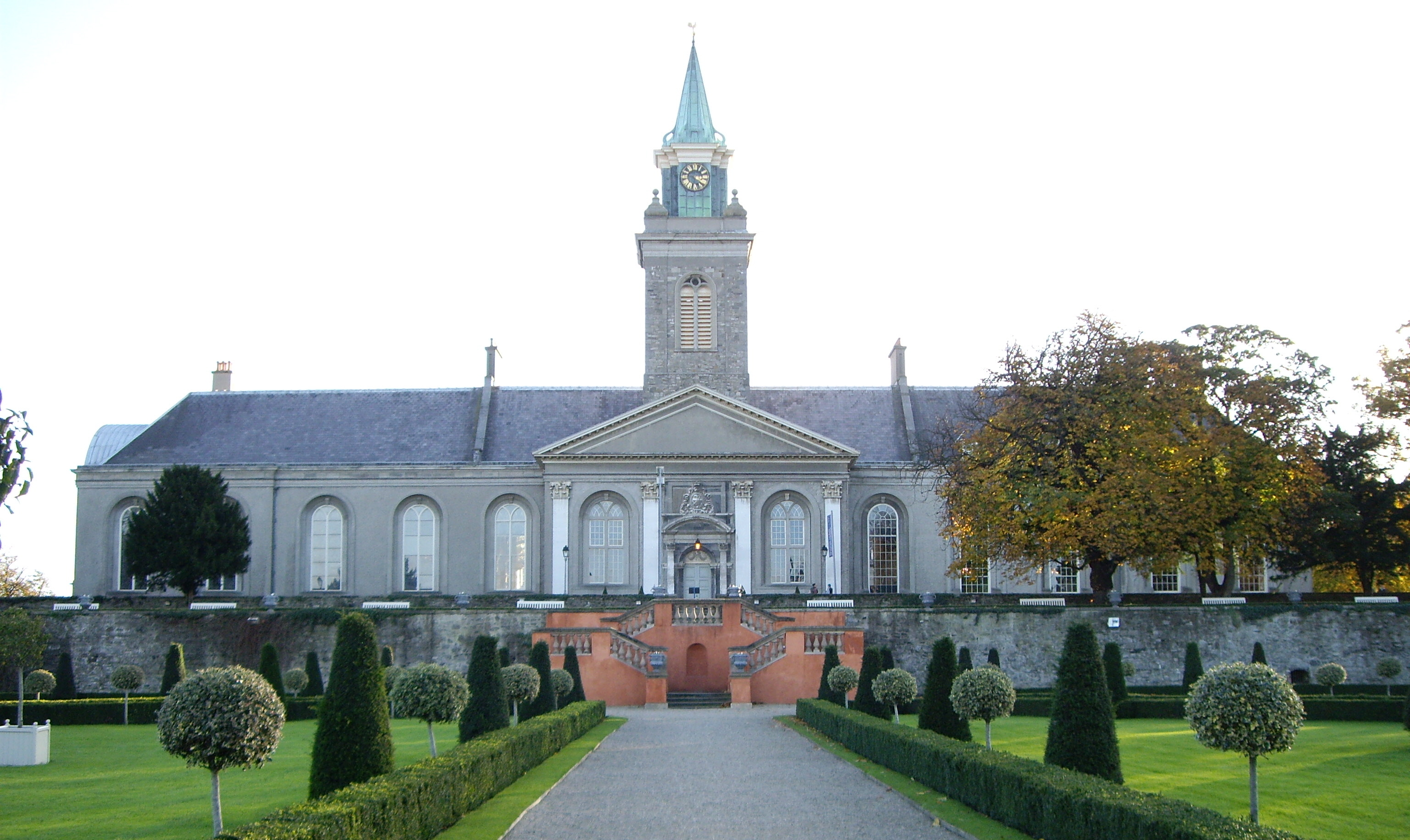
Irish Museum of Modern Art

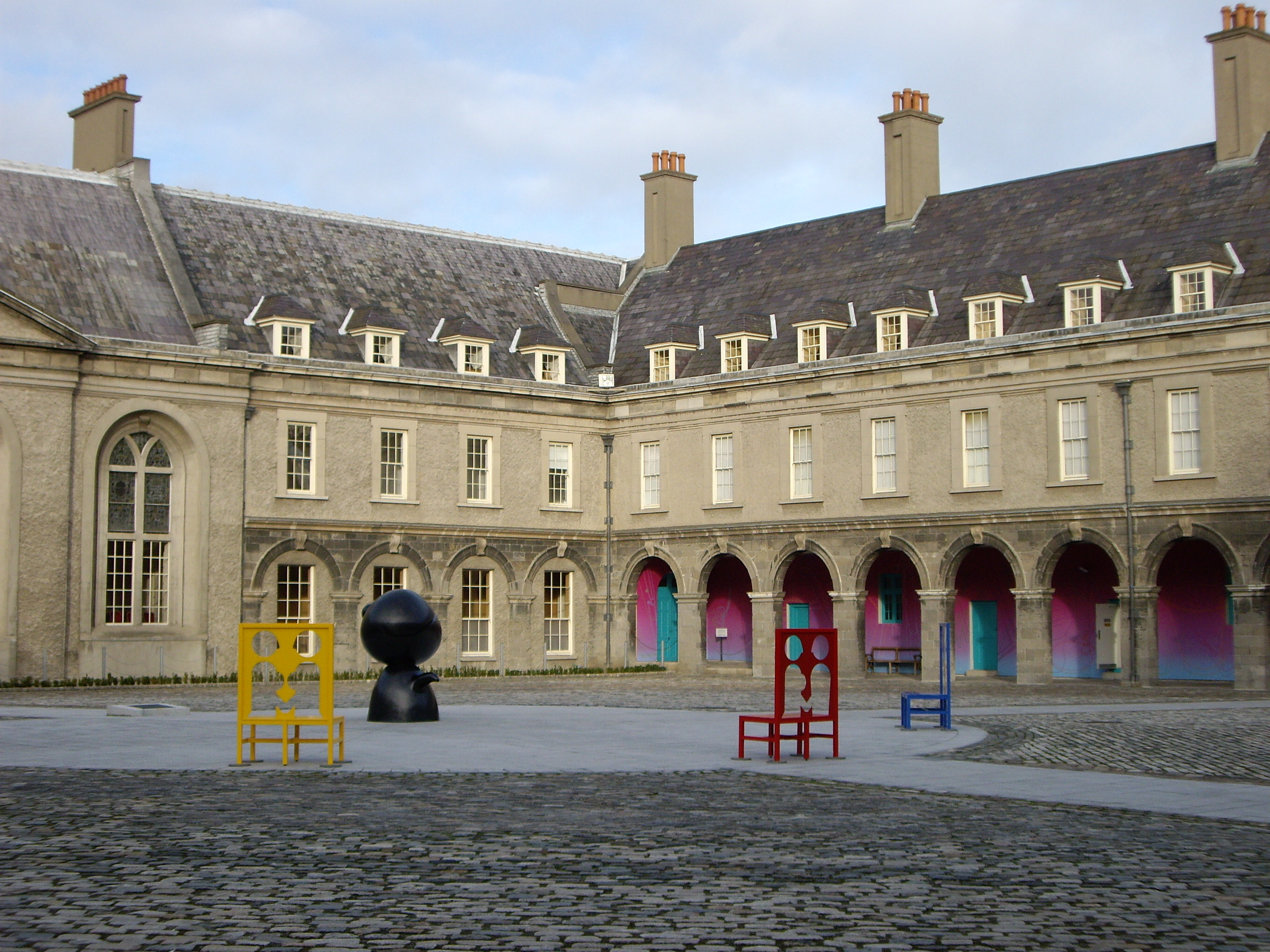
Binnenplaats IMMA

Het Irish Museum of Modern Art (IMMA) (Iers-Gaelisch:Áras Nua-Ealaíne na hÉireann) is een museum voor moderne en hedendaagse kunst in de Ierse hoofdstad Dublin.

## Geschiedenis
Het museum is gevestigd in het voormalige Royal Hospital Kilmainham, dat in 1684 werd gebouwd naar het voorbeeld van het Hôtel des Invalides in Parijs. Het Royal Hospital voor gepensioneerde militairen, aan de Military Road in het stadsdeel Kilmainham, werd vanaf 1984 verbouwd tot museumgebouw. Het museum werd in 1991 voor het publiek geopend.

## Collectie
- De permanente collectie (1650 werken) omvat schilder- en beeldhouwkunst, installaties en videokunst van Ierse en internationale kunstenaars, alsmede de kunstcollectie van de Bank of Ireland
- De Madden Arnholz Collection bestaat uit de in 1988 geschonken collectie grafiek van Clare Madden. De collectie omvat werken vanaf de renaissance met werk van onder anderen Albrecht Dürer, Rembrandt van Rijn, William Hogarth en Francisco Goya.
- Een beeldenpark, met werken van onder anderen Barry Flanagan, Michael Warren en Gary Hume.

## Fotogalerij beeldenpark

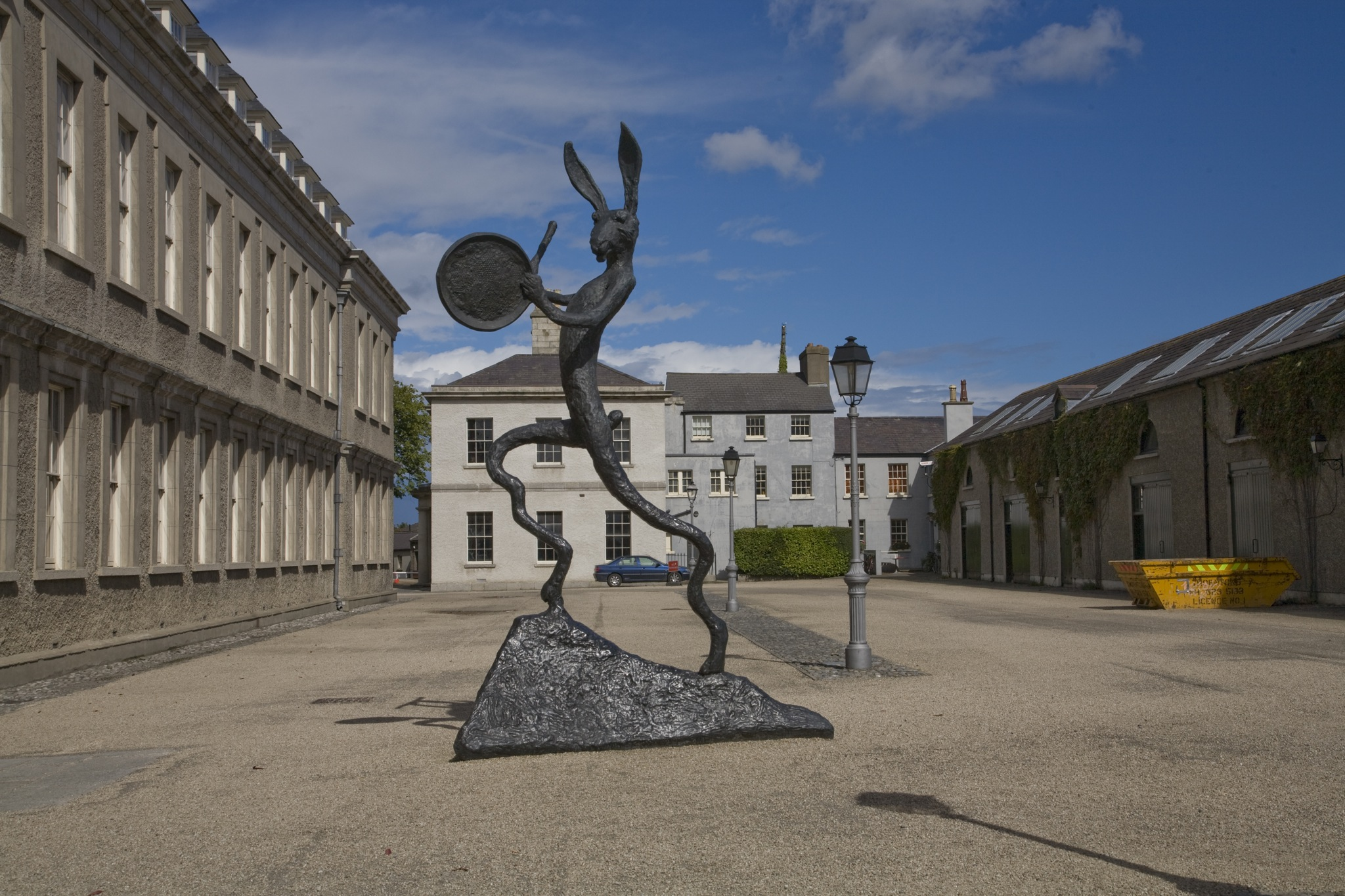
Barry Flanagan : The Drummer
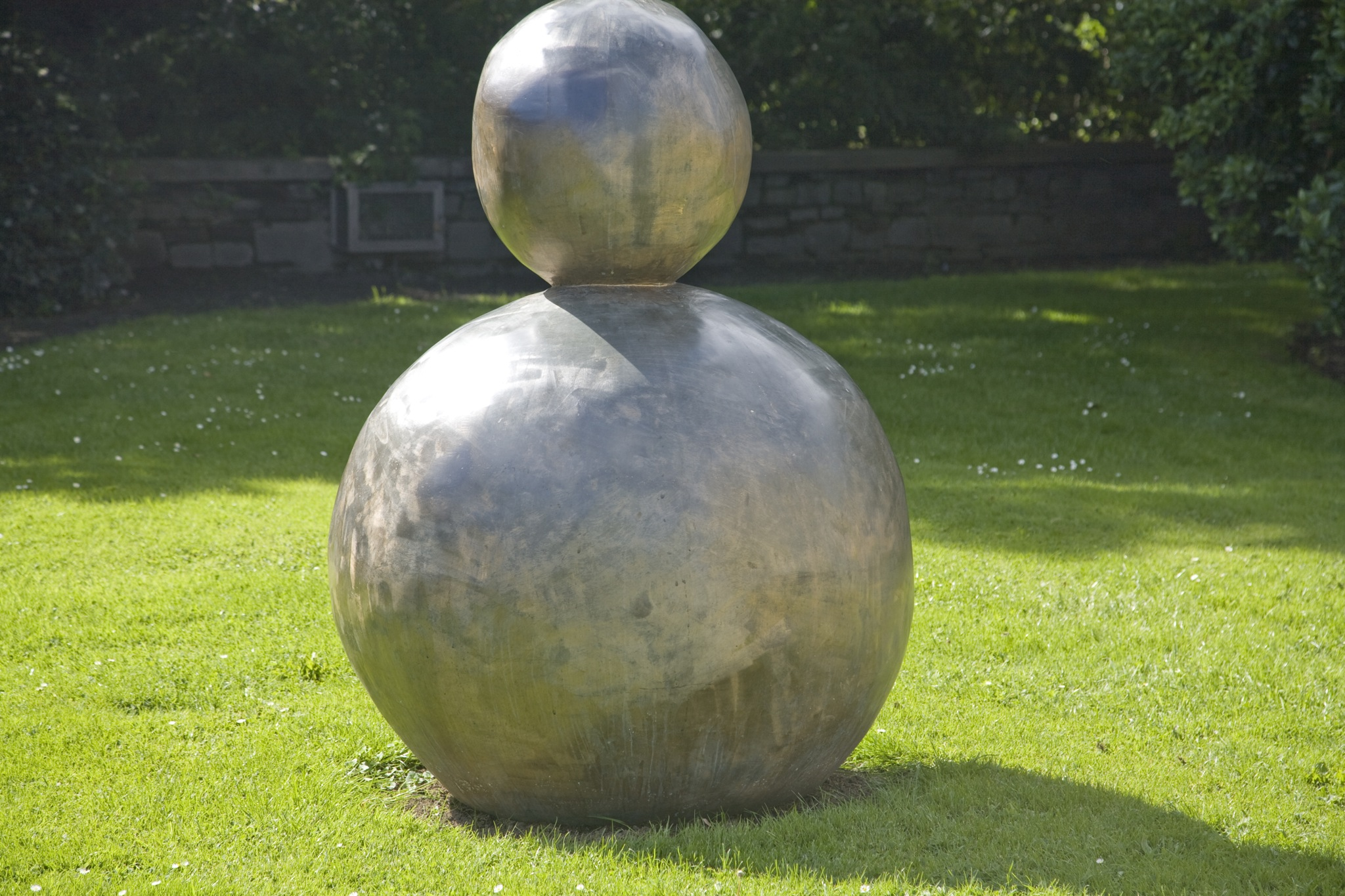
Gary Hume: Back of Snowman (2003)
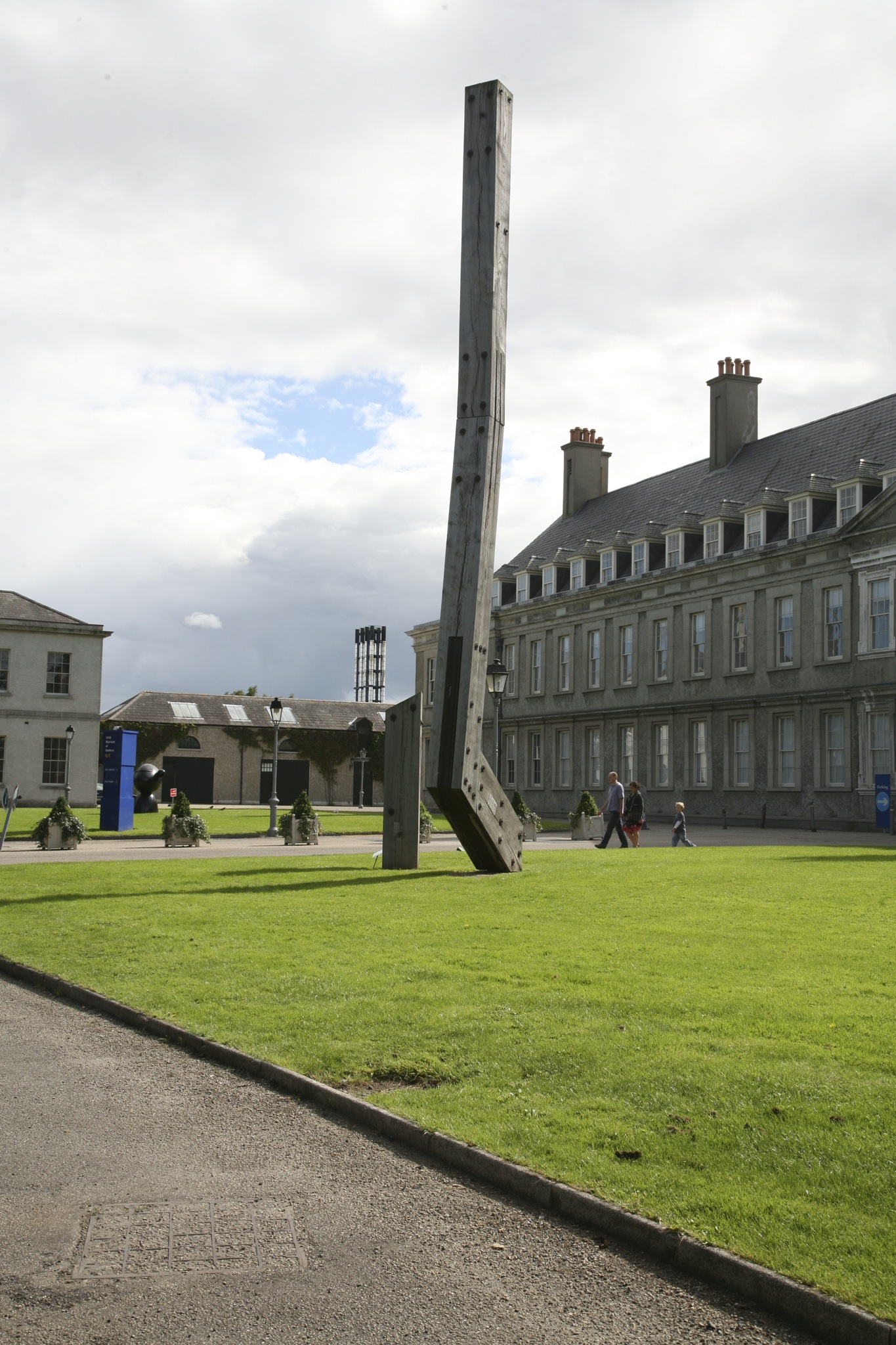
Michael Warren: Beneath the Bow (1991)
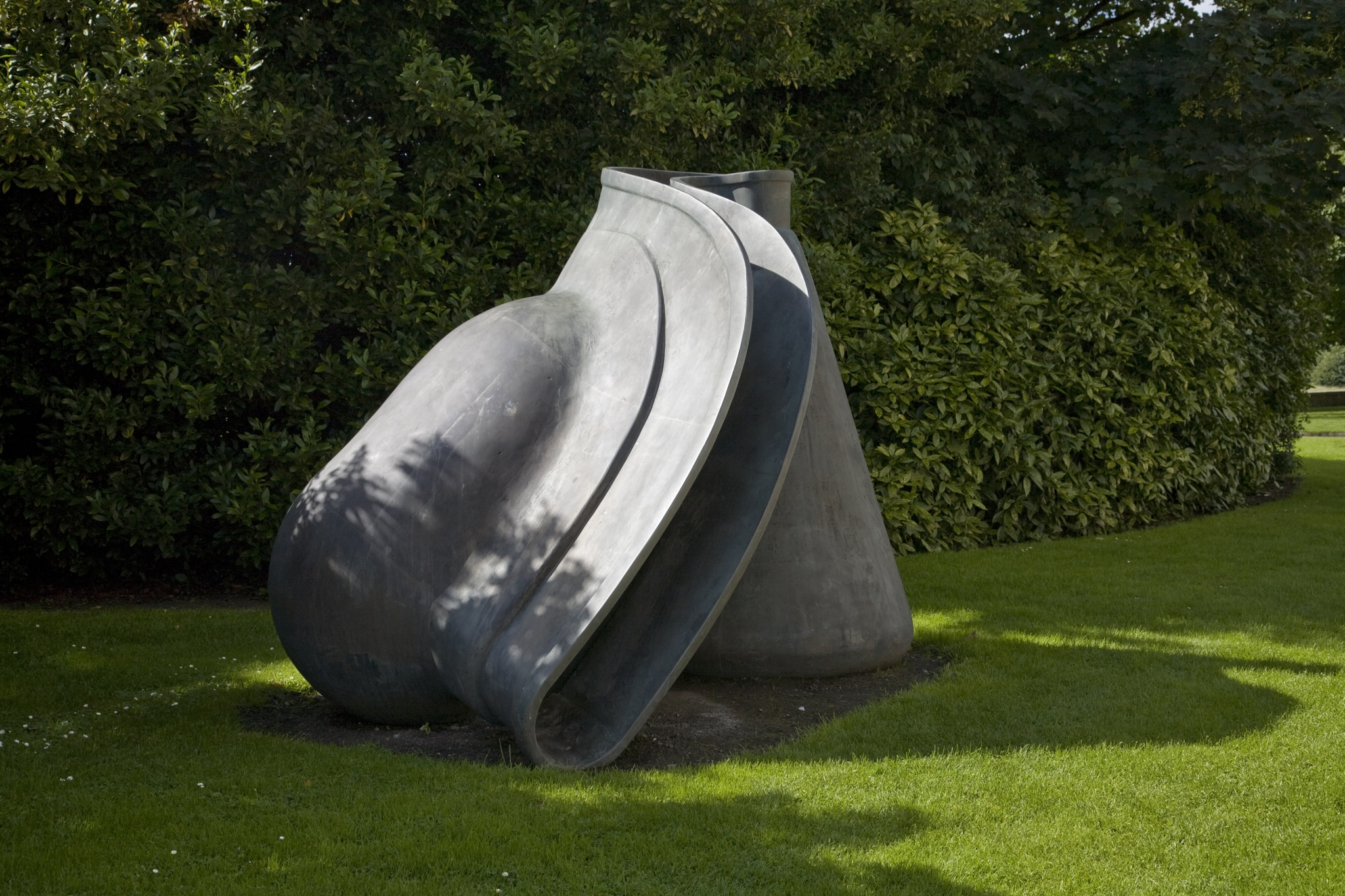
Sculptuur in het beeldenpark